# Diamond flash
Diamond flash es una película de 2011 escrita y dirigida por el español Carlos Vermut. Fue el primer largometraje de Vermut y mezcla distintos géneros, combinando el cine de superhéroes con el drama, la comedia y el misterio.

## Sinopsis
Violeta está dispuesta a lo que sea por encontrar a su hija desaparecida. Elena guarda un extraño secreto. Lola quiere saldar cuentas con su pasado. Juana necesita que alguien la quiera sin condiciones ni preguntas y Enriqueta sólo busca que la hagan reír. Estas cinco mujeres tienen algo en común: todas están relacionadas con Diamond Flash, un misterioso personaje que cambiará sus vidas para siempre.

## Producción
La redacción del guion de la película la llevó a cabo Carlos Vermut durante el año 2010. Tras esperar un mes la respuesta de las tres productoras a las que le envió el proyecto, Carlos Vermut invirtió los 20 000 euros que había conseguido por los derechos de merchandising de la serie Jelly Jamm en esta película. Para elegir el reparto, rastreó por internet en asociaciones de actores para buscar a todo el elenco del reparto. El rodaje se llevó a cabo en la propia casa del director, en la de un amigo y en un hotel con una cámara de fotos con la que se podía grabar vídeo. En un principio el rodaje iba a durar tres semanas, pero al tener que rodarse de nuevo algunas escenas, este se prolongó durante tres meses.

## Distribución
Debido a la consecución del premio Rizoma, la película pudo ser distribuida en DVD por Cameo, vía streaming (en Filmin) y exhibida no comercialmente durante un día en los Cines Golem.
La película se estrenó directamente en streaming el 8 de junio de 2012, siendo la película más vista del portal durante su primera semana. Sobre esto afirmó su director: "Lo del estreno en cines no es tan importante, tener una película en tres salas una semana y que no se entere nadie... Supongo que internet genera nichos, y en su burbuja, sí que puede ser película que tenga impacto".
Conjuntamente con la edición en DVD que se sacó a la venta en octubre de 2012, se incluyó un álbum de 72 páginas llamado Historias caleidoscópicas, que contiene cómics e ilustraciones de Didac Alcaraz, Paco Alcázar, Miguel B Núñez, Manuel Bartual, Carlos de Diego, Néstor Fernández, Santiago García, Enrique Lorenzo, Guillermo Mogorrón, Jorge Monlongo, Javier Olivares, Mireia Pérez, Pepo Pérez, Puño, David Rubín, David Sánchez y John Tones.

## Reparto
| Actor/Actriz       | Personaje        |
| ------------------ | ---------------- |
| Eva Llorach        | Violeta          |
| Ángela Villar      | Elena            |
| Rocío León         | Lola             |
| Ángela Boix        | Juana            |
| Victoria Radonic   | Enriqueta        |
| Miquel Insua       | Diamond Flash    |
| Klaus              | Jaime            |
| Micaela Quesada    | Matilde          |
| Javier Botet       | Hombre chistoso  |
| Santiago Meléndez  | Policía          |
| Ramos López        | Asistente social |
| María Cuellar      | Elena niña       |
| Inma Isla          | Madre de Elena   |
| Alba Guerrero      | Alba             |
| Teresa Soria Ruano | Lucía            |
| Miguel Noguera     | Arturo           |
| Adrián López       | Camarero         |
| Raúl Minchinela    | Locutor          |
| Petra del Rey      | Angustias        |
| Nuria Marín Picó   | Chorly & Procket |